# 利博霍拉河
利博霍拉河（烏克蘭語：Либохора），是烏克蘭的河流，位於該國西部利沃夫州，屬於斯特雷河的左支流，河道全長15公里，流域面積65平方公里，河畔城鎮有利博霍拉。